# Малъяврйок
Малъяврйок (Средняя Малая) — река в России, течёт по территории ЗАТО город Североморск. Левый приток Средней, впадающей в Кольский залив.
Длина реки — 38 км (по другим данным 20 км).
Вытекает из озера Малъявр на высоте 184 м над уровнем моря, юго-восточнее горы Чигарпакенч. Преобладающим направлением течения является север. Впадает в Среднюю на высоте 56 м над уровнем моря, южнее посёлка Щукозеро.

## Данные водного реестра
По данным государственного водного реестра России относится к Баренцево-Беломорскому бассейновому округу, водохозяйственный участок реки — реки бассейна Баренцева моря от восточной границы реки Печенга до западной границы бассейна реки Воронья, без рек Тулома и Кола. Речной бассейн реки — бассейны рек Кольского полуострова, впадает в Баренцево море.
Код объекта в государственном водном реестре — 02010000612101000003067.